# Stan Marsh
Stanley "Stan" Marsh är en av de fyra huvudkaraktärerna i den animerade TV-serien South Park. Han är baserad på seriens ena skapare Trey Parker, som också gör hans röst. Stans föräldrar och syster är namngivna efter Treys riktiga familjemedlemmar.

## Bakgrund
Han är nästan alltid klädd i sin blå mössa med röd tofs, sin bruna tröja och sina blå byxor. Stan är bästa vän med Kyle Broflovski (en annan av seriens huvudkaraktärer) och de har ett mycket starkt band mellan sig. Vilket man kan jämföra mellan Trey Parker och Matt Stone (som ska vara en version av Kyle).
Hans familj består av hans pappa Randy Marsh som jobbar som geolog, hans mamma Sharon Marsh som är receptionist i en plastikkirurgi-klinik och hans äldre syster Shelley Marsh som brukar ta till våld mot honom.
Fram till säsong sju hade Stan en flickvän: Wendy Testaburger, och ett av seriens tidiga ofta förekommande skämt var att han blev så nervös att han kräktes varje gång han försökte prata med henne. I avsnittet Raisins dumpade Wendy honom. Stan tog detta så hårt att han gick med i South Parks goth-gäng. Trots det började de att bygga upp en ny relation i sista avsnittet i säsong 11 då han behövde hjälp av henne att utreda om den fulaste pojken i klassen verkligen var det.
Till sättet är Stan en snäll och hjälpsam kille och en djurvän. Han har visat (med vissa undantag) att han vågar gå sin egen väg och stå emot grupptrycket när något känns fel (som till exempel mot David Blaines självmordsekt i avsnittet Super best friends). Hans mest kända citat är "Oh my god, they killed Kenny!" som han ofta säger när Kenny dör, vilket följs av Kyles "You bastards!".